# Biebrza

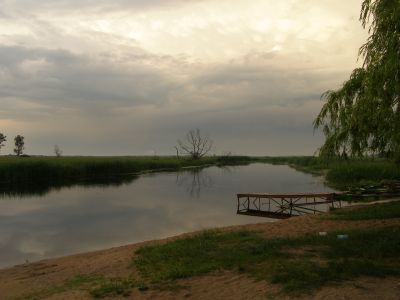
Břeh řeky Biebrza

Biebrza [ˈbʲɛbʒa] (bělorusky Бобра) je řeka v severovýchodním Polsku. Protéká územím Podleského vojvodství. Je 165 km dlouhá. Povodí má rozlohu 7 051 km².

## Průběh toku
Pramení jižně od Nového Dvoru v Podlesí v blízkosti státních hranic s Běloruskem. Protéká lesnatou a bažinatou krajinou Mazovsko-podleské nížiny. Do řeky Narew (povodí Visly) ústí zprava 3 km od vesnice Wizny. Řeka je charakteristická asymetrií povodí. Rozvinutější je pravá strana s Mazurským pojezeří zabírající tři čtvrtiny rozlohy povodí.

## Přítoky
- zprava – Netta, Łęg, Wissa
- zleva – Sidra, Brzozówka

## Osídlení
Na řece leží města Lipsk, Osowiec a Goniądz.

## Vodní režim
Průměrný dlouhodobý průtok činí 30 m³/s. Řeka protéká pradolinou, která má velký záchytný objem, což se hodí při jarních záplavách, kdy se řeka rozlévá do šířky.

## Využití
Po řece je možná vodní doprava menších lodí. Povodí je Augustovským kanálem spojeno s povodím řeky Němen, který je součástí vnitrozemské vodní cesty z polského povodí řeky Visla do Běloruska a Litvy. Řeka je oblíbenou trasou vodáků. Délka trasy pro kajaky je 150 km. Jméno řeky je odvozené od bobrů, kteří se zde žijí. Převážná část toku (155 km) se nachází na území Biebrzanského národního parku.